# 阿爾佩利施托克山
46°20′37.8″N 7°18′55.3″E / 46.343833°N 7.315361°E

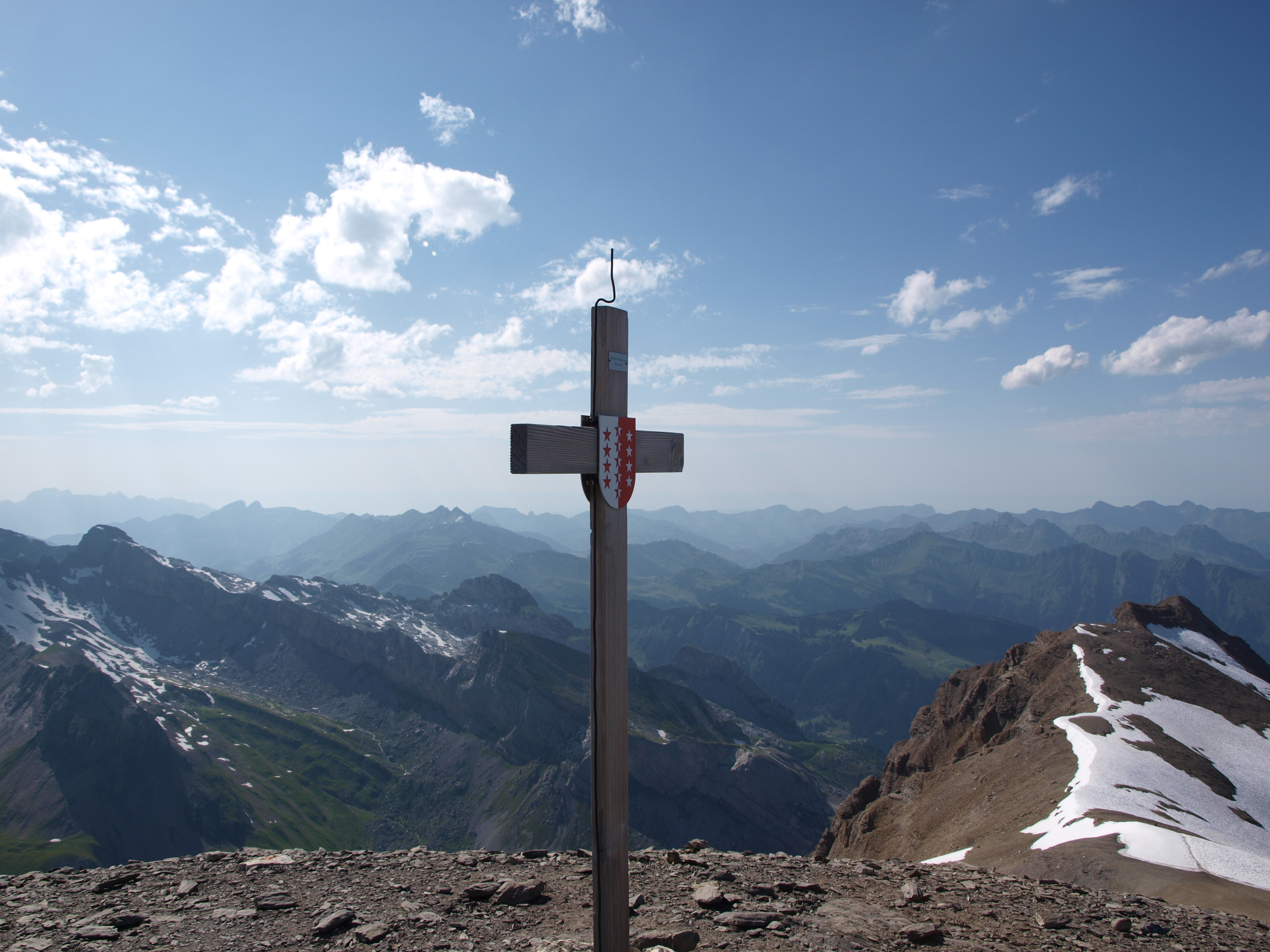

阿爾佩利施托克山（德語：Arpelistock）是瑞士伯恩州和瓦萊州的山峰，位於該國南部，屬於伯尔尼山的一部分，海拔高度3,035米，每年平均降雨量1,395毫米。

## 外部連結
- Arpelistock on Hikr （页面存档备份，存于）